# Strandplanering
Strandplanering avser i Finland byggande på strandområden vid hav eller annat vatten. 
Enligt § 72 markanvändnings- och bygglagen (MBL) får dylikt byggande inte utföras utan detaljplan eller sådan generalplan som kan ligga som grund för bygglov. Som stöd för generalplanen uppgör kommunen en byggnadsordning, där bland annat byggnadernas storlek och avstånd från stränder kan definieras. Fritidsbyggandet är noggrant reglerat i MBL. Bestämmelserna gäller inte för uppförande av ekonomibyggnader eller för renoveringar eller byggnader för att bedriva jord- eller skogsbruk eller fiskeri. De gäller heller inte byggande för Finlands försvarsmakts, gränsbevakningens eller sjöfartens behov. 
Lagstiftningen innehåller särskilda krav på innehållet för de generalplaner och detaljplaner som gäller strandområden, bland annat bör det planerade byggandet och markanvändningen lämpa sig för strandlandskapet och omgivningen, naturvård, landskapsvärden, rekreationsbehov, vartill vattenvård och vatten och avlopp samt vattnens, terrängens och naturens särdrag bör beaktas; dessutom bör tillräckligt stora sammanhängande obebyggda områden kvarstå. General- och detaljplanerna uppgörs av kommunen, men markägaren har också rätt att själv låta utarbeta en stranddetaljplan, ifall området utgör en ur kommunens synvinkel ändamålsenlig helhet. Beredningen av en strandplan skall ske i växelverkan med de personer och sammanslutningar, vars förhållanden eller intressen kan påverkas av planen. 
Strandplaneringen övervakas av de lokala miljöcentralerna; under planeringen bör så kallade myndighetsråd hållas mellan kommunen och den lokala miljöcentralen. Vidare bör miljökonsekvenser, likaså samhällsekonomiska, sociala, kulturella och övriga konsekvenser av planen utredas. För enstaka projekt kan man ansöka om beslut om avvikelse från behovet av strandplanering.